# Orimba inariella
Orimba inariella är en fjärilsart som beskrevs av Embrik Strand 1916. Orimba inariella ingår i släktet Orimba och familjen Riodinidae. Inga underarter finns listade i Catalogue of Life.